# Jerzy Wojtowiecki
Jerzy Kazimierz Wojtowiecki (ur. 19 listopada 1920 w Warszawie, zm. ?) – polski działacz partyjny i państwowy, inżynier elektryk, uczestnik II wojny światowej, podsekretarz stanu w Ministerstwie Energetyki i Energii Atomowej (1979–1981).

## Życiorys
Syn Zdzisława i Ludwiki. W 1939 zdał maturę w Liceum im. Stefana Batorego w Warszawie, następnie ukończył Szkole Inżynierskiej im. Wawelberga i Rotwanda (1942) z tytułem technika elektryka i podjął studia w Państwowej Wyższej Szkole Technicznej w Warszawie (dopuszczonej przez Niemców Politechnice Warszawskiej). Po wojnie uzyskał tytuł inżyniera elektryka na Politechnice Śląskiej w 1947, w latach 1949–1953 starszy asystent w Katedrze Elektrowni tej uczelni.
Od 1943 działał w Armii Krajowej, dochodząc do stopnia plutonowego podchorążego. Brał udział w powstaniu warszawskim, trafił po nim do obozu jenieckiego w Łambinowicach. Po wyzwoleniu od maja 1945 krótko służył w ludowym Wojsku Polskim w ramach 1 Drezdeńskiego Korpusu Pancernego. Od 1946 do 1949 pracował jako technik i inżynier w Elektrowni Górnośląskiej w Gliwicach. Pomiędzy 1950 a 1952 kierował budową Elektrowni Zabrze, potem od 1953 do 1958 był naczelnym inżynierem Przedsiębiorstwie Energomontaż „Północ” Warszawa. W latach 1958–1974 pracownik Zjednoczenia Przedsiębiorstw Budownictwa Elektrowni i Przemysłu, od 1965 na stanowisku dyrektora naczelnego.
W 1948 należał do Polskiej Partii Robotniczej, od 1964 zaś do Polskiej Zjednoczonej Partii Robotniczej. Został także członkiem Związku Zawodowego Energetyków i Pracowników Budownictwa oraz Naczelnej Organizacji Technicznej. Od sierpnia 1979 do września 1981 był podsekretarzem stanu w Ministerstwie Energetyki i Energii Atomowej.

## Odznaczenia
W 1951 odznaczony Złotym Krzyżem Zasługi na wniosek Ministra Przemysłu Ciężkiego.